# American Authors
American Authors — американская инди-рок группа с элементами народной и поп-музыки, основанная в Бруклине, Нью-Йорк. Они известны такими синглами, как «Best Day of My Life», а также «Believer» из их первого альбома «Oh, What a Life». Этот альбом попадал на третье место в чарте рок-альбомов Billboard.

## История
Члены American Authors впервые встретились в колледже Беркли в 2006 году.
В начале карьеры квартет записывал песни и выступал под названием «The Blue Pages» в Бостоне. В 2010 группа переехала в Бруклин и работала с Island Records.
В 2012 году группа поменяла название на «American Authors» (рус. Американские авторы). Их дебютный сингл «Believer», обратил на себя внимание через радио альтернативного рока. Их второй сингл, «Best Day of My Life», был показан в телевизионной рекламе Lowe’s в Соединенных Штатах, телевизионной рекламе Hyundai в Соединенном Королевстве.
В январе 2013 был подписан контракт с Mercury Records.
В 2014 году выпустили дебютный альбом «Oh, What A Life», состоящий из одиннадцати треков и включающий в себя наиболее известные песни «Believer» и «Best Day Of My Life».
В 2015 году выпускает синглы «Go Big Or Go Home» и «Pride».
В 2016 году группа выпустила второй студийный альбом «What We Live For», состоящий из двенадцати треков, среди которых также есть сингл «Pride».
В 2017 году выпустили сингл «I Wanna Go Out», который был написан и использовался для «Лего Фильм: Ниндзяго». Альбом «Island - This Is Christmas» также включает в себя праздничный трек от American Auhors под названием «Coming Home To You».
В 2018 году American Authors выпустили синглы «Deep Water», «Say Amen» и «Neighborhood» - эти треки войдут в третий студийный альбом группы.
В 2019 году был выпущен сингл «Stay Around»
1 февраля 2019 года запланирован выход третьего студийного альбома - «Seasons». Он будет содержать в себе 10 треков, куда также войдёт сингл «I Wanna Go Out».
29 августа 2019 года American Authors выпустили сингл «Champion» совместно с рэпером 
Beau Young Prince.
Номинации: World Music Award в номинации «Лучшая мировая песня»

## Состав
- Зак Барнетт — вокал, гитара (с 2006 года по настоящее время)
- Джэймс Адам Шелли — гитара, клавишные, банджо (2006 - 2020)
- Дэйв Рублин — бас-гитара, клавишные (с 2006 года по настоящее время)
- Мэтт Санчеc — барабаны (с 2006 по настоящее время)

## Дискография

### Студийные альбомы
| O, What A Life   | - Дата выпуска: 3 марта, 2014 - Лейблы: Mercury Records, Island Records |  |  |  |
| What We Live For | - Дата выпуска: 1 июля, 2016 - Лейбл: Island Records                    |  |  |  |
| Seasons          | - Дата выпуска: 1 февраля, 2019 - Лейбл: Island Records                 |  |  |  |
|                  |                                                                         |  |  |  |

### Мини-альбомы
| Anthropology     | - Дата выпуска: 1 февраля, 2011                                               |  |  |  |
| Rich With Love   | - Дата выпуска: 22 декабря, 2012                                              |  |  |  |
| American Authors | - Дата выпуска: 27 августа, 2013 - Лейбл: Island Def Jam Digital Distribution |  |  |  |
|                  |                                                                               |  |  |  |

### Синглы
- Believer (2013)
- Best Day of My Life (2013)
- Luck (2014)
- In A Big Country (2014)
- Go Big or Go Home (2015)
- Pride (2015)
- What We Live For (2016)
- I’m Born to Run (2016)
- Everything Everything (2017)
- I Wanna Go Out (2017)
- Good Ol' Boys

(with Gazzo) (2017)
- Do My Own Thing (2018)
- Deep Water (2018)
- Say Amen (feat. Billy Raffoul) (2018)
- Neighborhood (feat. Bear Rinehart of NEEDTOBREATHE) (2018)
- Stay Around (2019)
- Champion (feat. Beau Young Prince) (2019)
- Island In The Sun (feat. Smallpools) (2023)

### Видеоклипы
| Название                | Дата выхода     |
| ----------------------- | --------------- |
| «Run Back Home»         | 2012            |
| «Keep Me Dreaming»      | 11 мая 2012     |
| «Best Day Of My Life»   | 18 октября 2013 |
| «Believer»              | 16 июня 2014    |
| «Luck»                  | 17 ноября 2014  |
| «Pride»                 | 11 декабря 2015 |
| «Go Big Or Go Home»     | 10 июля 2015    |
| «What We Live For»      | 22 июня 2016    |
| «I'm Born To Run»       | 1 марта 2017    |
| «Everything Everything» | 6 апреля 2017   |
| «Deep Water»            | 6 июня 2018     |
| «Say Amen»              | 15 ноября 2018  |
| «Neighborhood»          | 21 декабря 2018 |
| «Stay Around»           | 24 января 2019  |
| «Calm Me Down»          | 8 февраля 2019  |
| «Before I Go»           | 7 июня 2019     |